# Lovesong (singel Edyty Bartosiewicz)
Lovesong – pierwszy singel wydany w październiku 2018 promujący album Ten moment.

## Twórcy
- słowa: Edyta Bartosiewicz
- muzyka: Edyta Bartosiewicz
- produkcja, miks i mastering: Sławomir Leniart, Bodek Pezda, Edyta Bartosiewicz

### Listy przebojów
| Autor                     | Notowanie (2018)            | Najwyższa pozycja |
| ------------------------- | --------------------------- | ----------------- |
| Polskie Radio Program III | Lista Przebojów Trójki      | 20                |
| Radio Szczecin            | Szczecińska lista przebojów | 31                |